# Campeonato Argentino Juvenil 1985
El Campeonato Argentino Juvenil de 1985 fue la décimo-cuarta edición del torneo para seleccionados juveniles (menores de 19 años) de las uniones regionales afiliadas a la  Unión Argentina de Rugby. Se llevó a cabo entre el 8 de junio y el 28 de julio de 1985.
La Unión de Rugby de Rosario organizó por segunda vez las fases finales del campeonato, habiendo hospedado el torneo por primera vez en 1973.
Buenos Aires ganó el torneo por décimo-tercer año consecutivo luego de vencer en la final a los locales, la Unión de Rugby de Rosario 54-12.

## Equipos participantes
Participaron de esta edición dieciocho equipos: diecisiete uniones provinciales y la Unión Argentina de Rugby, representada por el seleccionado de Buenos Aires. 
| Equipo              | Unión                                                |
| ------------------- | ---------------------------------------------------- |
| Alto Valle          | Unión de Rugby del Alto Valle de Río Negro y Neuquén |
| Austral             | Unión de Rugby Austral                               |
| Buenos Aires        | Unión Argentina de Rugby                             |
| Chubut              | Unión de Rugby del Valle de Chubut                   |
| Córdoba             | Unión Cordobesa de Rugby                             |
| Cuyo                | Unión de Rugby de Cuyo                               |
| Entre Ríos          | Unión Entrerriana de Rugby                           |
| Jujuy               | Unión Jujeña de Rugby                                |
| Mar del Plata       | Unión de Rugby de Mar del Plata                      |
| Misiones            | Unión de Rugby de Misiones                           |
| Nordeste            | Unión de Rugby del Nordeste                          |
| Rosario             | Unión de Rugby de Rosario                            |
| Salta               | Unión de Rugby de Salta                              |
| San Juan            | Unión Sanjuanina de Rugby                            |
| Santa Fe            | Unión Santafesina de Rugby                           |
| Santiago del Estero | Unión Santiagueña de Rugby                           |
| Sur                 | Unión de Rugby del Sur                               |
| Tucumán             | Unión de Rugby de Tucumán                            |

## Eliminatoria
Se disputó un encuentro eliminatorio para definir la clasificación a la Zona 4.
| 14 de julio | Nordeste | 35 - 16 | Santiago del Estero | Resistencia, |  |

## Primera fase

### Zona 1
La Unión de Rugby de Mar del Plata actuó como sede de la Zona 1.
|  | Semifinales   | Semifinales   | Semifinales |          |               | Final         | Final      | Final      |  |
|  | 8 de junio    | 8 de junio    | 8 de junio  |          |               | 9 de junio    | 9 de junio | 9 de junio |  |
|  |               |               |             |          |               |               |            |            |  |
|  |               |               |             |          |               |               |            |            |  |
|  | Mar del Plata | Mar del Plata | 30          |          |               |               |            |            |  |
|  | Mar del Plata | Mar del Plata | 30          |          |               |               |            |            |  |
|  | Sur           | Sur           | 6           |          |               |               |            |            |  |
|  | Sur           | Sur           | 6           |          | Mar del Plata | Mar del Plata | 9          |            |  |
|  |               |               |             |          | Mar del Plata | Mar del Plata | 9          |            |  |
|  |               |               | Santa Fe    | Santa Fe | 6             |               |            |            |  |
|  | Santa Fe      | Santa Fe      | Santa Fe    | Santa Fe | 6             | 13            |            |            |  |
|  | Santa Fe      | Santa Fe      |             |          |               | 13            |            |            |  |
|  | San Juan      | San Juan      | 9           |          |               |               |            |            |  |
|  | San Juan      | San Juan      | 9           |          |               |               |            |            |  |
|  |               |               |             |          |               |               |            |            |  |

### Zona 2
La Unión de Rugby del Alto Valle de Río Negro y Neuquén actuó como sede de la Zona 2.
|  | Semifinales | Semifinales | Semifinales |      |            | Final       | Final       | Final       |  |
|  | 13 de julio | 13 de julio | 13 de julio |      |            | 14 de julio | 14 de julio | 14 de julio |  |
|  |             |             |             |      |            |             |             |             |  |
|  |             |             |             |      |            |             |             |             |  |
|  | Alto Valle  | Alto Valle  | 16          |      |            |             |             |             |  |
|  | Alto Valle  | Alto Valle  | 16          |      |            |             |             |             |  |
|  | Chubut      | Chubut      | 11          |      |            |             |             |             |  |
|  | Chubut      | Chubut      | 11          |      | Alto Valle | Alto Valle  | 9           |             |  |
|  |             |             |             |      | Alto Valle | Alto Valle  | 9           |             |  |
|  |             |             | Cuyo        | Cuyo | 47         |             |             |             |  |
|  | Cuyo        | Cuyo        | Cuyo        | Cuyo | 47         | 68          |             |             |  |
|  | Cuyo        | Cuyo        |             |      |            | 68          |             |             |  |
|  | Austral     | Austral     | 6           |      |            |             |             |             |  |
|  | Austral     | Austral     | 6           |      |            |             |             |             |  |
|  |             |             |             |      |            |             |             |             |  |

### Zona 3
La Unión Entrerriana de Rugby actuó como sede de la Zona 3.
|  | Semifinales  | Semifinales  | Semifinales  |              |         | Final       | Final       | Final       |  |
|  | 13 de julio  | 13 de julio  | 13 de julio  |              |         | 14 de julio | 14 de julio | 14 de julio |  |
|  |              |              |              |              |         |             |             |             |  |
|  |              |              |              |              |         |             |             |             |  |
|  | Entre Ríos   | Entre Ríos   | 9            |              |         |             |             |             |  |
|  | Entre Ríos   | Entre Ríos   | 9            |              |         |             |             |             |  |
|  | Córdoba      | Córdoba      | 28           |              |         |             |             |             |  |
|  | Córdoba      | Córdoba      | 28           |              | Córdoba | Córdoba     | 7           |             |  |
|  |              |              |              |              | Córdoba | Córdoba     | 7           |             |  |
|  |              |              | Buenos Aires | Buenos Aires | 29      |             |             |             |  |
|  | Buenos Aires | Buenos Aires | Buenos Aires | Buenos Aires | 29      | 78          |             |             |  |
|  | Buenos Aires | Buenos Aires |              |              |         | 78          |             |             |  |
|  | Misiones     | Misiones     | 3            |              |         |             |             |             |  |
|  | Misiones     | Misiones     | 3            |              |         |             |             |             |  |
|  |              |              |              |              |         |             |             |             |  |

### Zona 4
La Unión de Rugby de Tucumán actuó como sede de la Zona 4.
|  | Semifinales | Semifinales | Semifinales |          |         | Final       | Final       | Final       |  |
|  | 20 de julio | 20 de julio | 20 de julio |          |         | 21 de julio | 21 de julio | 21 de julio |  |
|  |             |             |             |          |         |             |             |             |  |
|  |             |             |             |          |         |             |             |             |  |
|  | Tucumán     | Tucumán     | 77          |          |         |             |             |             |  |
|  | Tucumán     | Tucumán     | 77          |          |         |             |             |             |  |
|  | Jujuy       | Jujuy       | 3           |          |         |             |             |             |  |
|  | Jujuy       | Jujuy       | 3           |          | Tucumán | Tucumán     | 52          |             |  |
|  |             |             |             |          | Tucumán | Tucumán     | 52          |             |  |
|  |             |             | Nordeste    | Nordeste | 0       |             |             |             |  |
|  | Salta       | Salta       | Nordeste    | Nordeste | 0       | 10          |             |             |  |
|  | Salta       | Salta       |             |          |         | 10          |             |             |  |
|  | Nordeste    | Nordeste    | 13          |          |         |             |             |             |  |
|  | Nordeste    | Nordeste    | 13          |          |         |             |             |             |  |
|  |             |             |             |          |         |             |             |             |  |

## Interzonal
El encuentro interzonal clasificatorio para las semifinales del torneo enfrentó a los ganadores las zonas 2 y 3, la Unión de Rugby de Cuyo y Buenos Aires.
| 20 de julio | Cuyo | 6 - 27 | Buenos Aires |  |  |

## Fase final
La Unión de Rugby de Rosario clasificó directamente a semifinales por ser sede de las fases finales.
|  | Semifinales   | Semifinales   | Semifinales  |              |         | Final       | Final       | Final       |  |
|  | 27 de julio   | 27 de julio   | 27 de julio  |              |         | 28 de julio | 28 de julio | 28 de julio |  |
|  |               |               |              |              |         |             |             |             |  |
|  |               |               |              |              |         |             |             |             |  |
|  | Rosario       | Rosario       | 12           |              |         |             |             |             |  |
|  | Rosario       | Rosario       | 12           |              |         |             |             |             |  |
|  | Mar del Plata | Mar del Plata | 7            |              |         |             |             |             |  |
|  | Mar del Plata | Mar del Plata | 7            |              | Rosario | Rosario     | 12          |             |  |
|  |               |               |              |              | Rosario | Rosario     | 12          |             |  |
|  |               |               | Buenos Aires | Buenos Aires | 54      |             |             |             |  |
|  | Buenos Aires  | Buenos Aires  | Buenos Aires | Buenos Aires | 54      | 25          |             |             |  |
|  | Buenos Aires  | Buenos Aires  |              |              |         | 25          |             |             |  |
|  | Tucumán       | Tucumán       | 10           |              |         |             |             |             |  |
|  | Tucumán       | Tucumán       | 10           |              |         |             |             |             |  |
|  |               |               |              |              |         |             |             |             |  |

|                      |
| Buenos Aires Campeón |
| Décimo-tercer título |